# Hema Hema
Hema Hema: Sing Me a Song While I Wait, ou simplesmente Hema Hema (bra: Hema Hema - Cante Para Mim Enquanto Eu Espero), é um filme de drama butanês de 2016 em escrito e dirigido por Khyentse Norbu.

## Sinopse
Em uma floresta do Butão, a cada doze anos, há uma reunião de homens e mulheres escolhidos por um velho homem para desfrutar de alguns dias de anonimato. Silhuetas mascaradas participam de rituais, performances e danças.

## Elenco
- Thinley Dorji como Lha Karpo
- Tshering Dorji
- Sadon Lhamo
- Tony Leung Chiu-wai
- Xun Zhou como Filha
- Tshewang Dendup como Dragão
- Tenzin Dolma como Agay
- Jamyang Dorji como homem morto
- Jigme Drukpa
- Xin Liang
- Richen Namgayel
- Pema Namtruel

## Lançamento e recepção
O filme estreou no 69º Festival de Cinema de Locarno.

### Recepção crítica
Dan Fainaru elogiou o trabalho do diretor de fotografia do filme, Jigme Tenzing, em sua crítica do filme para o Screendaily. Jay Weissberg, da Variety, descreveu o filme como "visualmente rico, embora narrativamente desafiador". Sonam Wangmo Dukpa, da Kuensel, também elogiou o trabalho de câmera de Tenzing e descreveu as cenas do filme como "poesia visual" e "performance mística e operística".
O filme recebeu menção honrosa do júri do Prêmio Platform no Festival Internacional de Cinema de Toronto de 2016.